# Jadowniki (gromada w powiecie brzeskim)
Jadowniki (do 28 II 1956 Brzesko) – dawna gromada, czyli najmniejsza jednostka podziału terytorialnego Polskiej Rzeczypospolitej Ludowej w latach 1954–1972.
Gromady, z gromadzkimi radami narodowymi (GRN) jako organami władzy najniższego stopnia na wsi, funkcjonowały od reformy reorganizującej administrację wiejską przeprowadzonej jesienią 1954 do momentu ich zniesienia z dniem 1 stycznia 1973, tym samym wypierając organizację gminną w latach 1954–1972.
Gromadę Jadowniki z siedzibą GRN w Jadownikach utworzono 29 lutego 1956 roku w powiecie brzeskim w woj. krakowskim w związku z przeniesieniem siedziby GRN gromady Brzesko z Brzeska do Jadownik i przemianowaniem jednostki na gromada Jadowniki. Dla gromady ustalono 27 członków gromadzkiej rady narodowej.
Gromada przetrwała do końca 1972 roku, czyli do kolejnej reformy gminnej.